# Thomas Brock

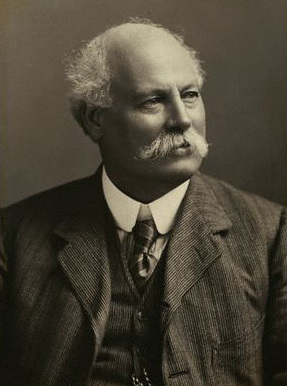
Sir Thomas Brock

Sir Thomas Brock (Worcester, 1 maart 1847 - 22 augustus 1922) was een Brits beeldhouwer.
Brock bezocht de School of Design in zijn geboortestad en trad daarna als gezel in dienst van de  Worcester Royal Porcelain Works. In 1866 ging hij in de leer bij beeldhouwer John Henry Foley. Hij trouwde in 1869 en kreeg acht kinderen. Na Foleys dood in 1874 zette Brock diens werkzaamheden voort. Als zodanig was zijn eerste in het oog springende opdracht het voltooien van een beeld van de Britse prins-gemaal Albert ten behoeve van het Albert Memorial in Kensington Gardens.
Later, in 1901, vervaardigde hij het kolossale ruiterstandbeeld van Eduard, de Zwarte Prins dat geplaatst werd op het centrale plein van de stad Leeds.
Veruit zijn belangrijkste opdracht was het vervaardigen van het Queen Victoria Memorial dat in 1911 werd onthuld op het grote plein voor Buckingham Palace. Van deze koningin maakte Brock ook verschillende borstbeelden. Brock vervaardigde ook het Tinanic Memorial in Belfast, ter nagedachtenis aan de slachtoffers van de scheepsramp met de RMS Titanic in 1912.
Brock werd op de dag van de onthulling van het Victoria Memorial door koning George V tot ridder geslagen in de Orde van het Bad. Sinds 1883 was hij al lid van de Royal Academy of Arts.

## Werken (een selectie)

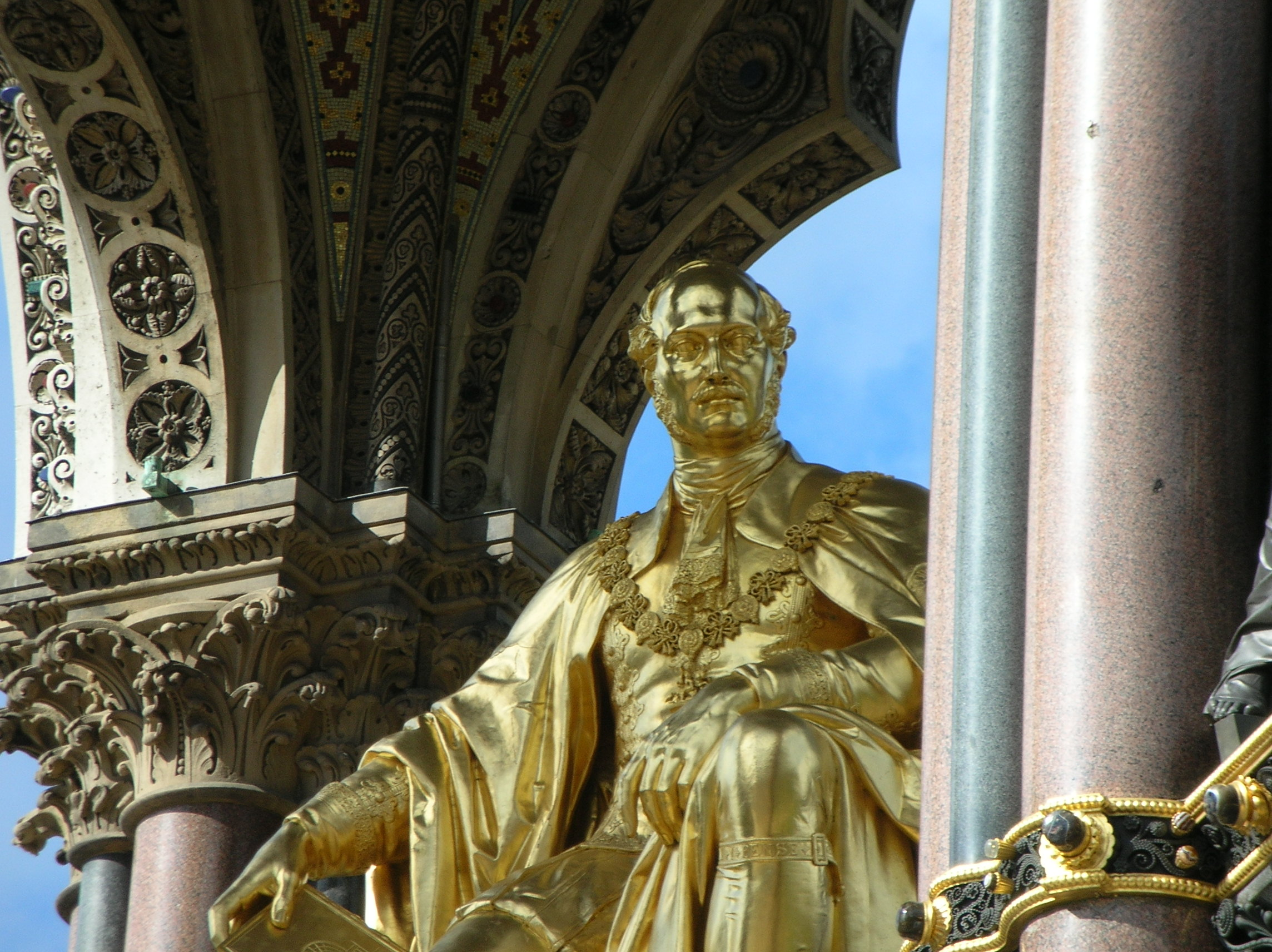
Albert Memorial
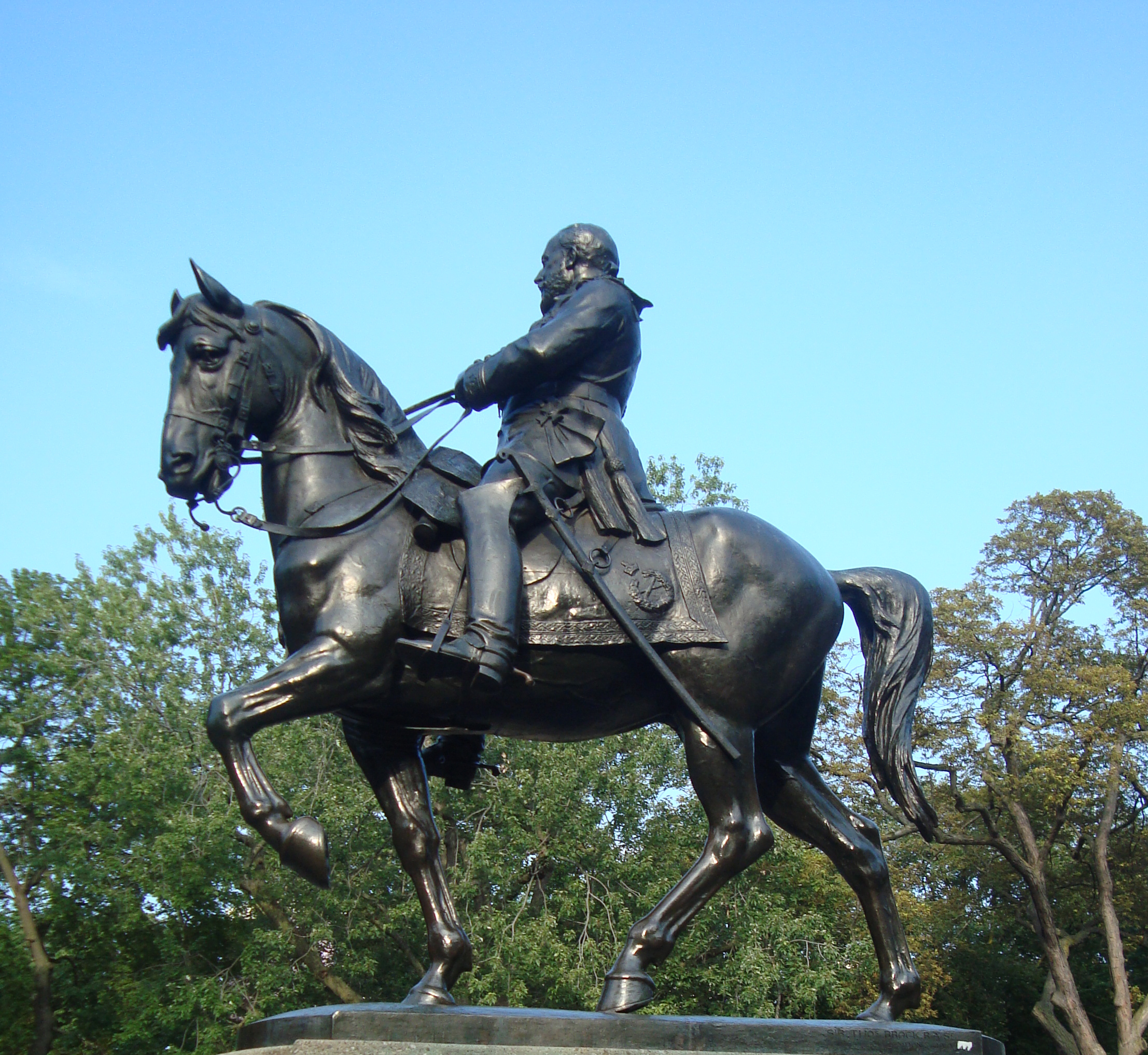
Koning Eduard VII, Toronto, Canada
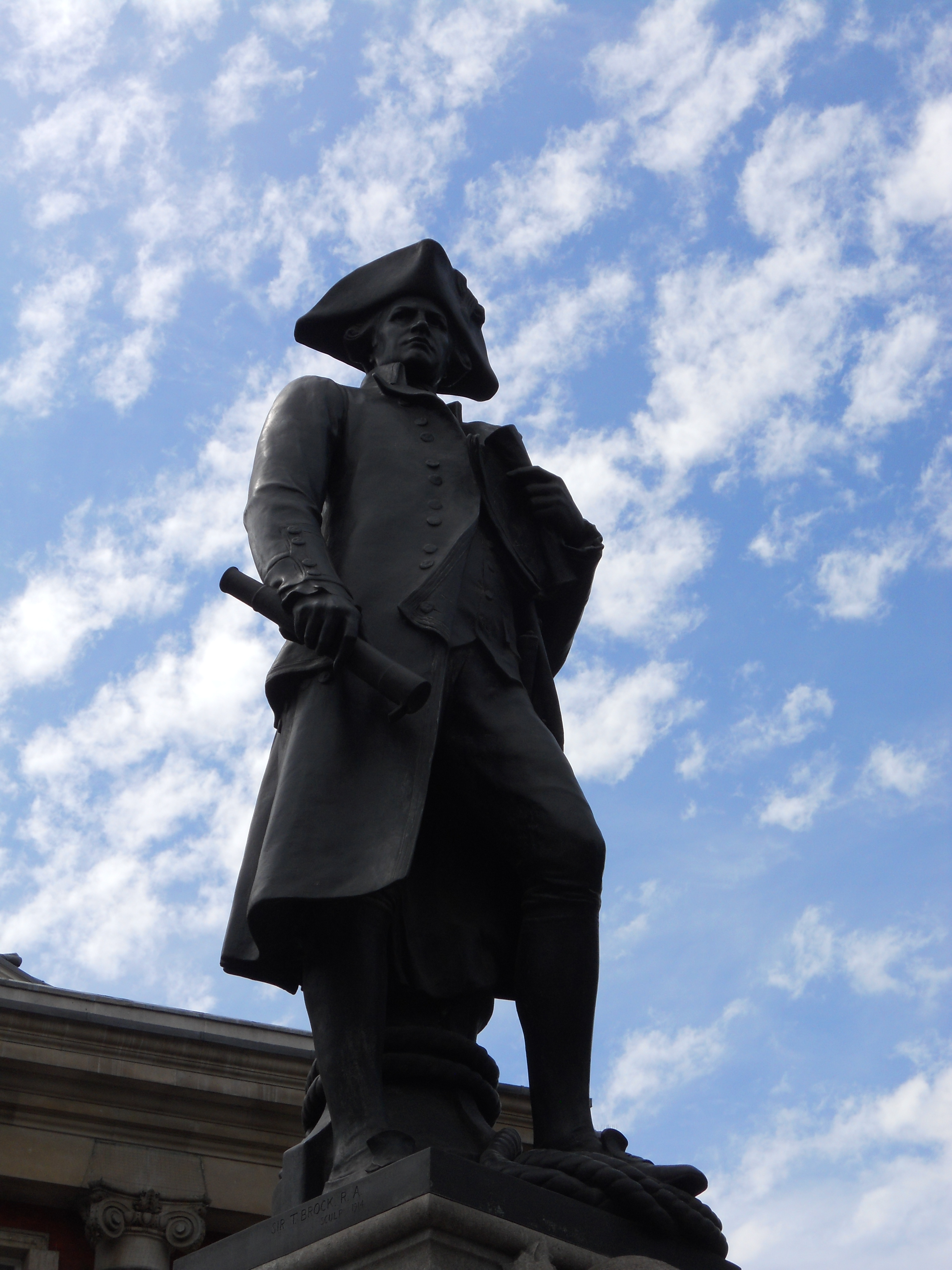
Captain Cook in Londen
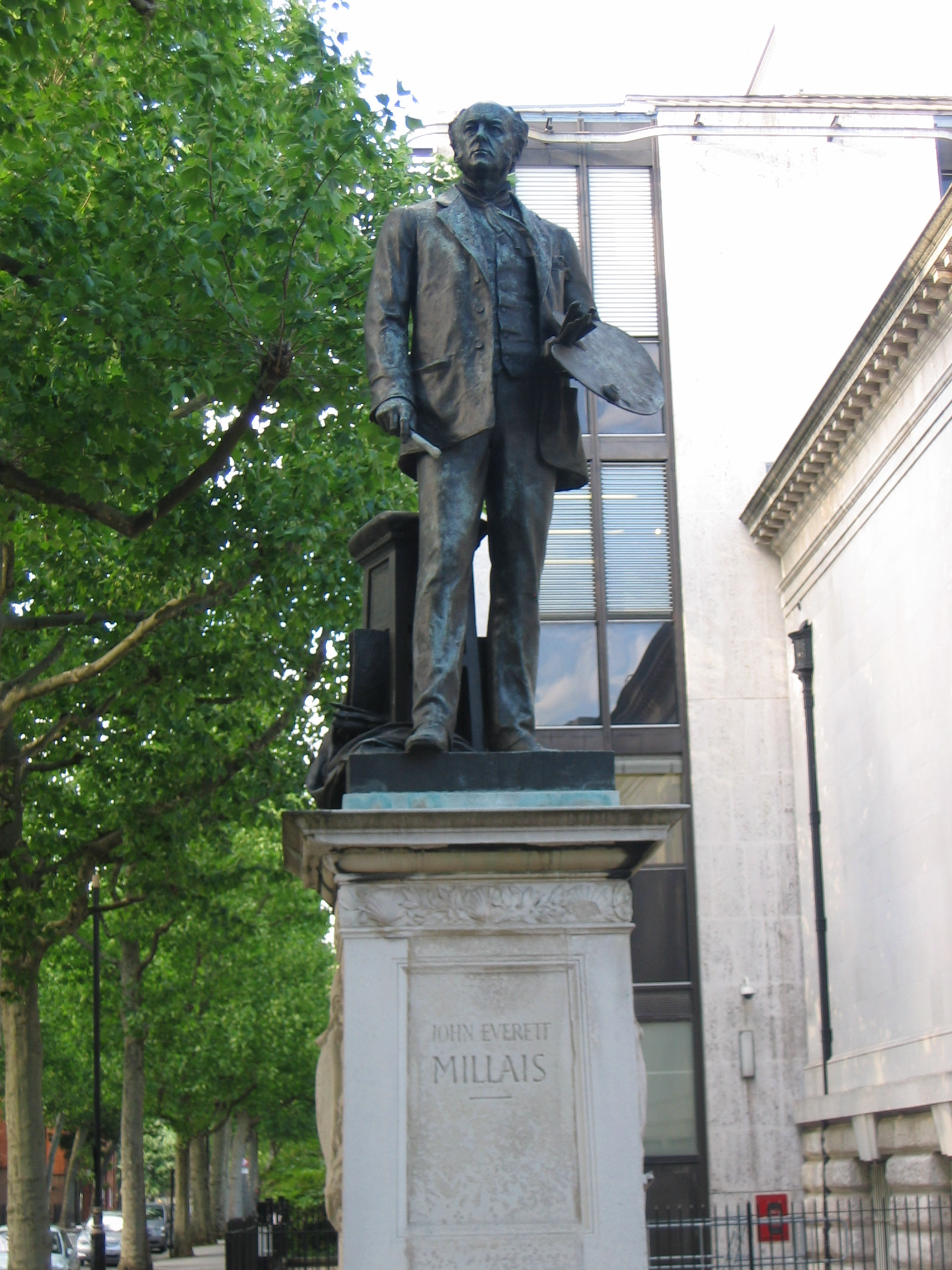
Standbeeld van John Everett Millais bij de Tate Gallery in Londen
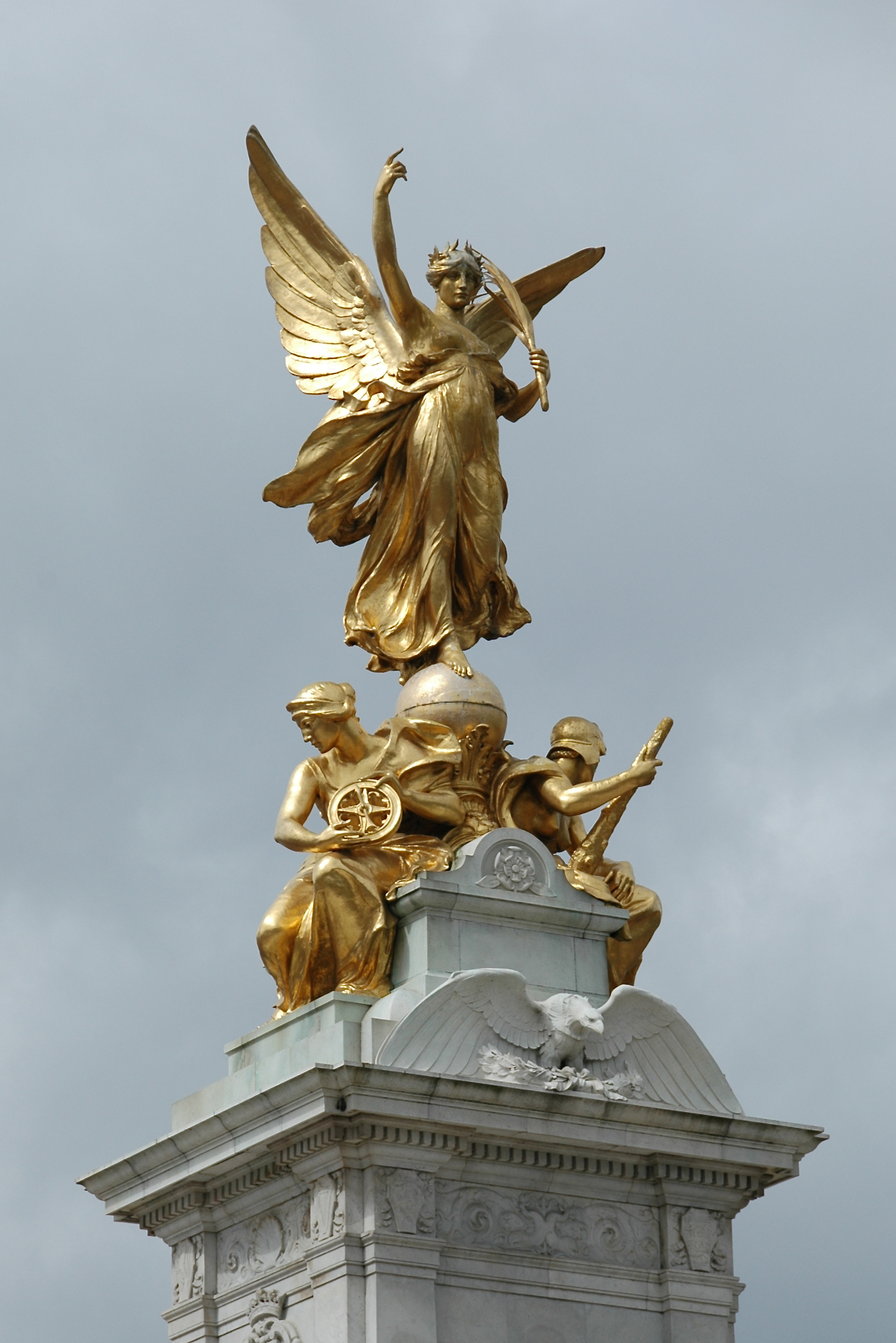
Victorie, Queen Victoria Memorial
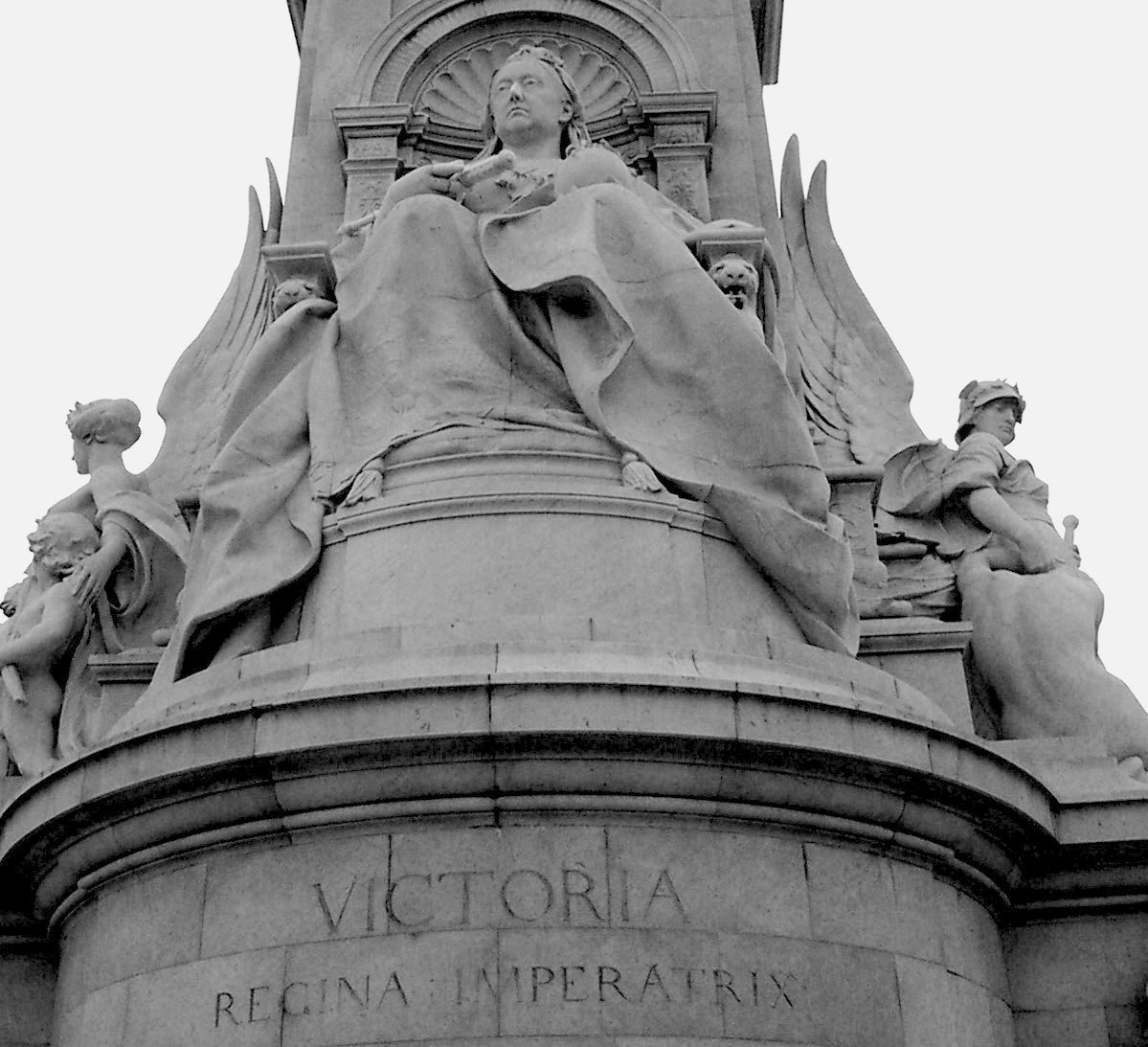
Victoria, Victoria Memorial
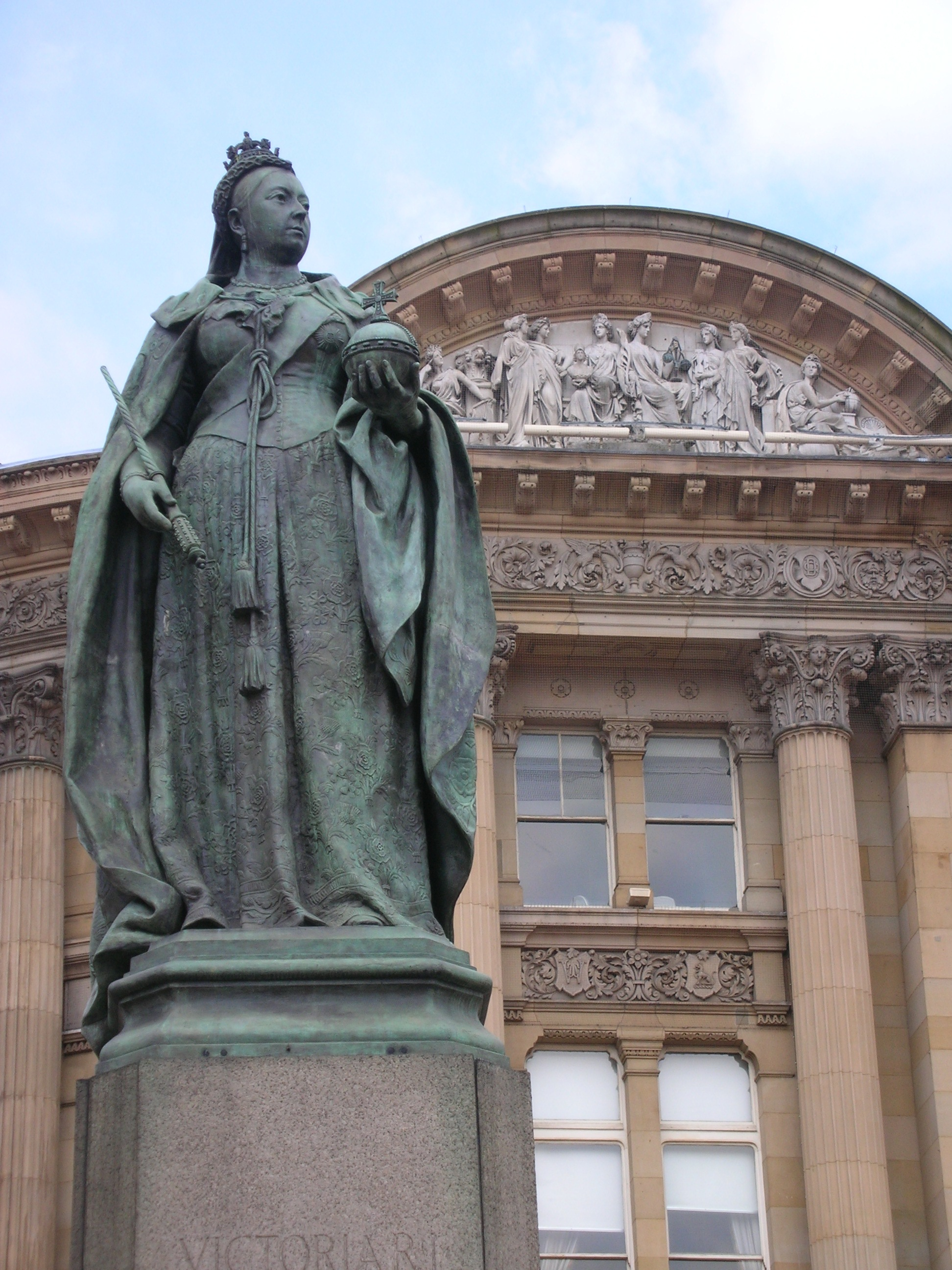
Standbeeld Victoria in  Birmingham
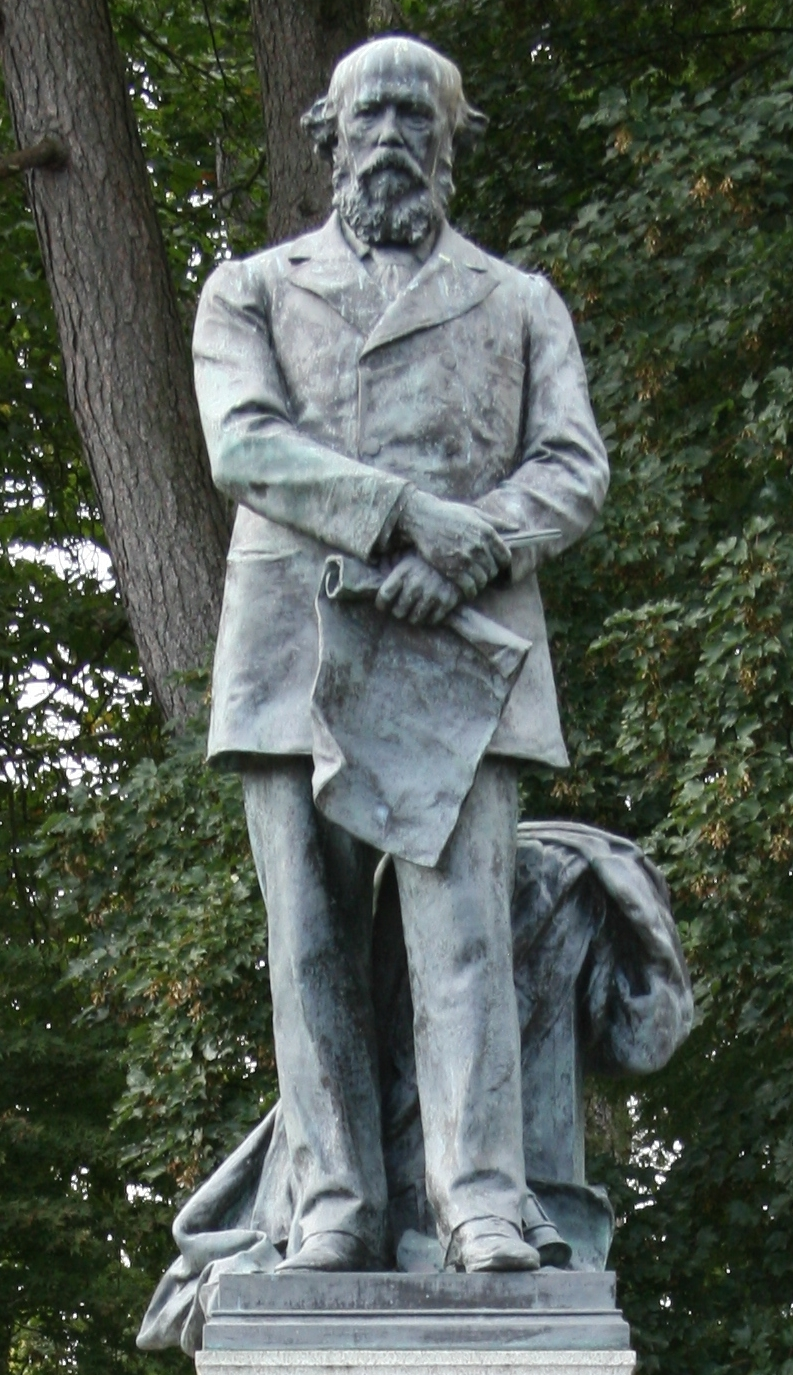
Lord Merthyr onthuld in 1913 in Aberdare Park

- Find NZ Artists: 1905
- Gemeinsame Normdatei: 142337919
- International Standard Name Identifier: 0000 0000 8250 3496
- Library of Congress Control Number: no2005073638
- RKD-Nederlands Instituut voor Kunstgeschiedenis: 252710
- SNAC: w6r53nsp
- Museum of New Zealand Te Papa Tongarewa: 56648
- Union List of Artist Names: 500104867
- Virtual International Authority File: 63746119
- WorldCat: E39PBJfMkJ8qhRdYKXVMvrMVmd